# Catedral de Santa María de la Asunción de Lucciana

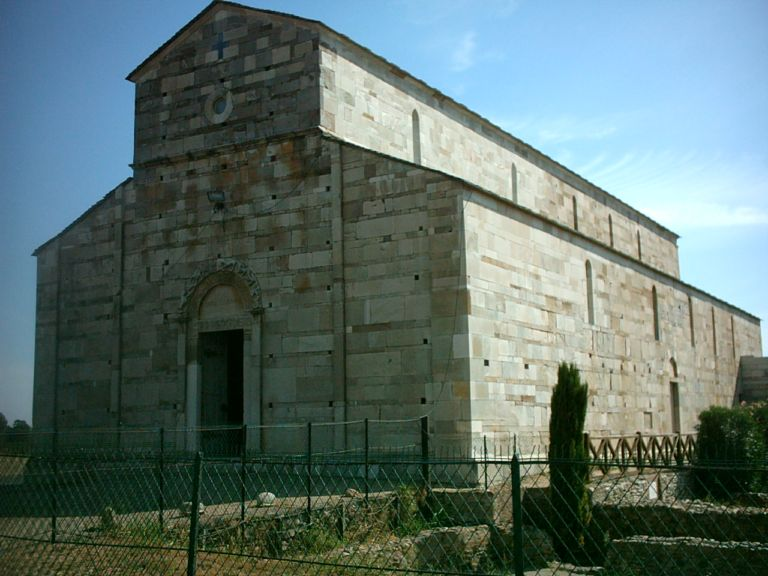
Imagen de la entrada situada a los pies.

La antigua catedral de Santa María de la Asunción de Lucciana, en Córcega (en francés cathédrale Sainte-Marie-de-l’Assomption o église de la Canonica) es una basílica cristiana medieval, antigua sede catedralicia francesa. Está considerada un monumento histórico de Francia; su primera figura legal de protección se tomó el 12 de julio de 1886.
La basílica fue planificada en el siglo XI y terminada la centura posterior, siendo consagrada el año 1119 como catedral de Santa María de la Asunción (en italiano Santa-Maria-Assunta), dependiente de la archidiócesis de Pisa. En 1130 pasó a depender de la archidiócesis de Génova. En 1440 dejó de ser sede episcopal.
Se trata de una iglesia de arquitectura románica y tres naves.